# 任之恭
任之恭（1906年10月2日—1995年11月19日），男，山西沁源人，中国物理学家。任之恭提供了电离层存在的最早的实验证据之一。他对于氢原子电离能谱的理论计算，在量子力学的早期发展中也有重要意义。他长期执教于清华大学和西南联合大学，在物理学、电机工程等领域为中国培养了大批人才。

## 生平
任之恭生于山西省沁源县。1926年毕业于清华学校高等科。曾先后在北京清华大学、西南联合大学、美国哈佛大学、约翰·霍普金斯大学等担任教职并进行实验研究工作。二战后，他于1946年出国研究，1955年留居美国，主要从事微波光谱学方面的研究工作。1972年美国总统尼克松访华以后，任之恭为促进中美两国科学、教育、文化等方面的交流付出了极大努力，曾组织美籍华裔学者访华，先后会见过周恩来、邓小平等中国领导人。

## 纪念
为纪念任之恭先生对中国教育和科技事业的贡献，鼓励清华大学物理系学生勤奋学习，清华大学以任之恭亲属的捐赠为基础设立了“清华大学任之恭奖学金”。